# Amari Cooper
Amari Cooper (Miami 17 de junho de 1994) é um jogador norte-americano de futebol americano que atualmente joga no Buffalo Bills da National Football League (NFL).
Ele jogou futebol americano universitário por Alabama Crimson Tide e foi selecionado como a quarta escolha geral pelo Oakland Raiders no draft da NFL de 2015.
Após as suas duas primeiras temporadas bem-sucedidas, que incluíram duas campanhas consecutivas de 1.000 jardas e duas aparições no Pro Bowl, Cooper teve dificuldades em sua terceira temporada com os Raiders, totalizando apenas 680 jardas. No meio da temporada de 2018, ele foi trocado para o Dallas Cowboys e seu desempenho começou a florescer novamente, incluindo uma atuação de 217 jardas, e como resultado, foi votado para seu terceiro Pro Bowl. Cooper também teve temporadas consecutivas de 1.000 jardas em 2019 e 2020, fazendo o Pro Bowl em 2019. Em 2022, Cooper foi negociado para o Cleveland Browns. Ele teve temporadas de 1.000 jardas em 2022 e 2023, tornando-se o primeiro wide receiver dos Browns com múltiplas temporadas de 1.000 jardas. Os Browns trocaram Cooper para os Bills no meio da temporada de 2024.

## Primeiros anos
Cooper nasceu em Miami, Flórida, onde frequentou a Miami Northwestern Senior High School. Em sua terceira temporada, ele perdeu boa parte da temporada devido a uma lesão, mas ainda conseguiu ser um dos principais alvos do quarterback Teddy Bridgewater, registrando 16 recepções para 175 jardas e quatro touchdowns. Cooper teve uma performance de destaque no acampamento de verão da Universidade do Alabama, o que rapidamente levou a uma oferta do treinador Nick Saban. Em seu último ano, ele teve 33 recepções para 722 jardas e seis touchdowns. Além do futebol americano, Cooper também se destacou no basquete e no atletismo.
Cooper era considerado um prospecto de quatro estrelas por consenso. Ele foi considerado o sexto melhor wide receiver e o oitavo melhor jogador da Flórida pelo Rivals.com. O ESPNU o listou como o sétimo melhor wide receiver do país e o 46º melhor prospecto geral no ESPNU 150. Ele foi ranqueado como o sexto wide receiver e o décimo melhor jogador do estado da Flórida pelo 247Sports.com, que o colocou em 55º no Top247. A Scout.com o avaliou como o 12º melhor recebedor do país e 86º melhor prospecto geral. Ele escolheu Alabama em vez de Florida State, Miami e Ohio State, entre outras. Cooper anunciou seu compromisso verbal com a Universidade do Alabama em 22 de setembro de 2011.

## Carreira universitária
Como calouro por Alabama, Cooper jogou em todos os 14 jogos, sendo titular nos últimos nove. Ele liderou a equipe com 59 recepções para 1.000 jardas e 11 touchdowns. Os 11 touchdowns quebraram o recorde da universidade de 62 anos de Al Lary. Suas recepções e jardas recebidas quebraram os recordes de calouro de Julio Jones no Alabama. Na Final da SEC, ele teve oito recepções para 128 jardas e um touchdown na vitória por 32-28 sobre Geórgia, incluindo o touchdown que garantiu a vitória com 3 minutos restantes no jogo. Na Final Nacional de 2013, onde Alabama venceu Notre Dame por 42-14, Cooper liderou todos os recebedores de Alabama com seis recepções para 105 jardas e dois touchdowns. Cooper foi selecionado para a equipe de calouros da SEC pelos treinadores da liga.
Em seu segundo ano, Cooper jogou em 12 jogos com sete partidas como titular, perdendo dois jogos devido a lesões. Ele teve 45 recepções para um recorde de equipe de 736 jardas e quatro touchdowns. Seu melhor jogo da temporada foi contra Auburn no Iron Bowl, onde registrou seis recepções para 178 jardas, incluindo uma recepção de touchdown de 99 jardas, recorde da universidade, do quarterback A.J. McCarron. No Sugar Bowl contra Oklahoma, ele teve nove recepções para 121 jardas na derrota por 45-31.
Em sua terceira temporada, Cooper estabeleceu inúmeros recordes de temporada única e de carreira no Alabama. Contra Tennessee, ele quebrou o recorde de jardas recebidas em um único jogo da universidade, terminando com 224. Ele depois igualou o recorde contra Auburn. Na temporada, Cooper teve 124 recepções para 1.727 jardas e 16 touchdowns, todos recordes da universidade. Além disso, suas 124 recepções foram um recorde da SEC. Ele se tornou o líder de todos os tempos de Alabama em recepções (228), jardas recebidas (3.463) e touchdowns recebidos (31). Cooper foi finalista do Troféu Heisman, terminando em terceiro lugar atrás de Marcus Mariota e Melvin Gordon.
Após sua terceira temporada, Cooper entrou no draft da NFL de 2015.

## Carreira Profissional

### Pré-draft
Cooper foi considerado um dos melhores wide receivers da classe de draft de 2015, ao lado de Kevin White. Em muitas simulações, ele foi projetado para ser escolhido entre os dez primeiros, com alguns o colocando como a quarta escolha no draft da NFL de 2015.
| Altura                          | Peso           | Comprimento do braço | Envergadura da mão | 40 jardas | 10 jardas | 20 jardas | Três cones | Salto vertical | Salto em distância  |
| ------------------------------- | -------------- | -------------------- | ------------------ | --------- | --------- | --------- | ---------- | -------------- | ------------------- |
| 6 ft 0 in (1.85 m)              | 211 lb (96 kg) | 0.80 m               | 0.25 m             | 4.42 s    | 1.61 s    | 2.63 s    | 6.71 s     | 33 in (0.84 m) | 10 ft 0 in (3.05 m) |
| Todos os valores do NFL Combine |                |                      |                    |           |           |           |            |                |                     |

### Oakland Raiders

#### Temporada de 2015
O Oakland Raiders selecionaram Cooper como a quarta escolha geral no draft da NFL de 2015. Cooper inicialmente recebeu o número 19, mas após a liberação do companheiro de equipe James Jones, ele mudou para o número 89. 
Em 13 de setembro de 2015, Cooper fez sua estreia na NFL e teve cinco recepções para 47 jardas em uma derrota por 33-13 para o Cincinnati Bengals. No seu segundo jogo, contra o Baltimore Ravens, ele teve 109 jardas e marcou seu primeiro touchdown com uma recepção de 68 jardas do quarterback Derek Carr. Na semana seguinte, Cooper teve um recorde de franquia para calouros com oito recepções para 134 jardas em uma vitória fora de casa por 27-20 sobre o Cleveland Browns, tornando-se o primeiro recebedor dos Raiders com jogos consecutivos de 100+ jardas desde Randy Moss em 2005. Através de três jogos, suas 290 jardas recebidas foram a terceira maior marca na história da NFL. Em 8 de novembro de 2015, Cooper ultrapassou o recorde de recepções de calouros de Tim Brown (43) em uma derrota por 35-38 para o Pittsburgh Steelers.
Em 20 de dezembro de 2015, Cooper se tornou o primeiro calouro na história da franquia a alcançar a marca de 1.000 jardas e o único recebedor na franquia a atingir esse mesmo marco desde Randy Moss em 2005. Suas 72 recepções também são recordes da franquia para calouros. Em 22 de dezembro de 2015, Cooper foi selecionado como reserva para o Pro Bowl, ao lado dos companheiros de equipe Derek Carr e Latavius Murray; ele substituiu Brandon Marshall e jogou. Ele foi nomeado para a Equipe de Calouros da NFL da PFWA de 2015.

#### Temporada de 2016
Cooper teve uma segunda temporada sólida na NFL. No jogo da abertura da temporada contra o New Orleans Saints, ele teve seis recepções para 137 jardas em uma vitória fora de casa por 35-34. Na Semana 5 contra o San Diego Chargers, ele teve seis recepções para 138 jardas e um touchdown em uma vitória de 34-31. Três semanas depois, contra o Tampa Bay Buccaneers, ele teve seu melhor jogo da temporada com 12 recepções para 173 jardas e um touchdown em uma vitória fora de casa por 30-24 na prorrogação. No total, ele teve 83 recepções para 1.153 jardas e cinco touchdowns. Cooper foi nomeado para seu segundo Pro Bowl consecutivo em 20 de dezembro de 2016. Ele também foi classificado como o 53º pelos seus colegas no Top 100 Players da NFL de 2017.

#### Temporada de 2017

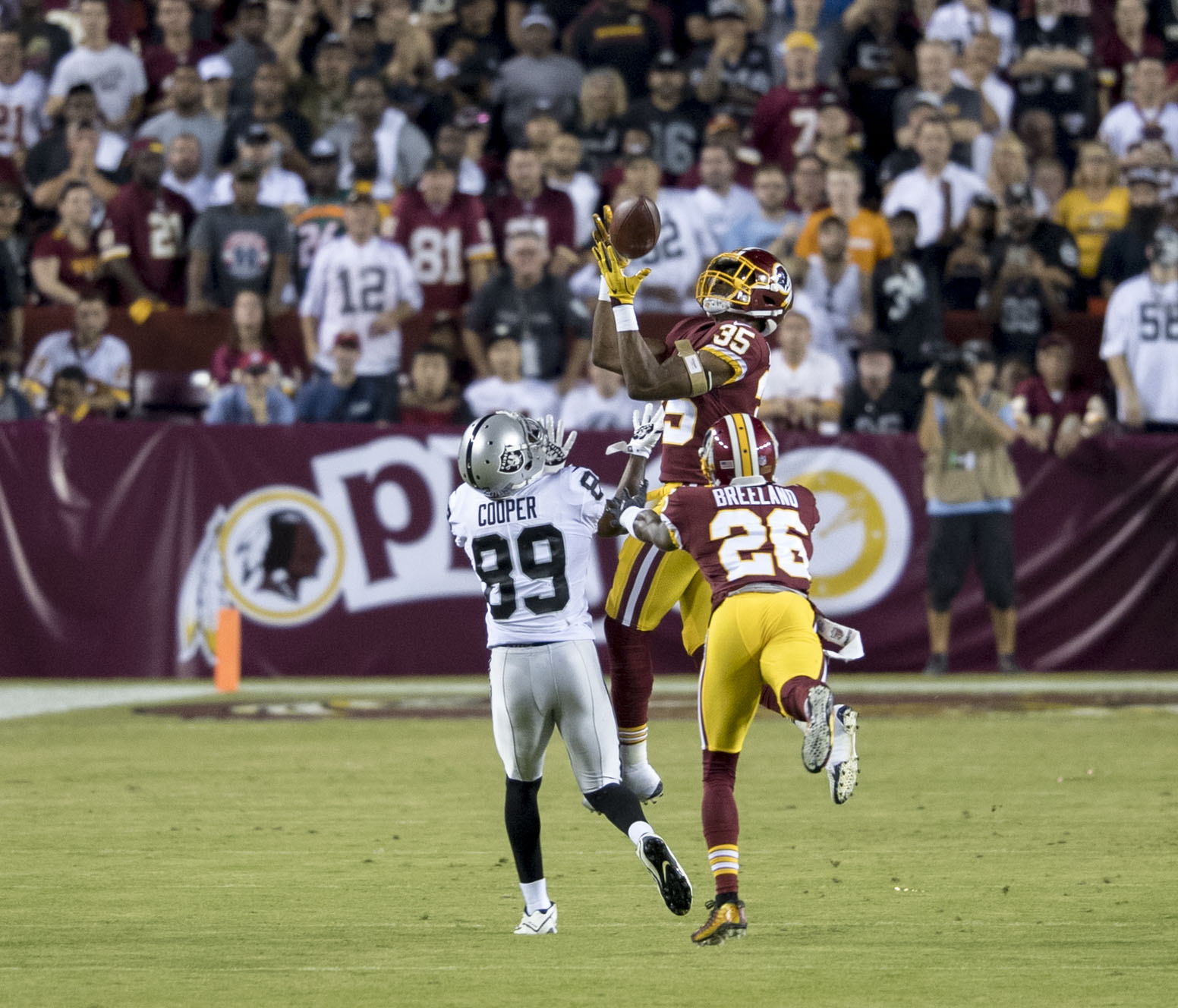
Montae Nicholson, do Washington Redskins, faz uma interceptação sobre Cooper.

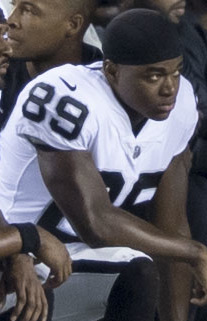
Cooper em 2017

No jogo de abertura da temporada contra o Tennessee Titans, Cooper teve apenas cinco recepções para 62 jardas, embora uma delas fosse um touchdown. Após ter 33 jardas na Semana 2, Cooper teve três jogos consecutivos com menos de 10 jardas recebidas. No entanto, no Thursday Night Football, em uma vitória por 31-30 sobre o Kansas City Chiefs na Semana 7, Cooper capturou 11 passes para um recorde de carreira até então de 210 jardas e dois touchdowns. Suas jardas foram as mais altas por qualquer jogador da NFL até aquele ponto na temporada de 2017, a segunda maior na história da franquia e o primeiro jogo de 200+ jardas na história da franquia desde 1965. Com sua performance estelar na Semana 7, Cooper ganhou o Prêmio de Jogador Ofensivo da Semana da AFC.
No jogo final da temporada contra o Los Angeles Chargers, Cooper pegou três recepções para 115 jardas e um touchdown de 87 jardas na derrota por 30-10. Mais tarde, foi revelado que ele havia lutado ao longo da segunda metade da temporada com uma lesão no tornozelo que prejudicou seu desempenho. Cooper terminou a temporada de 2017 registrando mínimos da carreira com 48 recepções para 680 jardas, mas teve um recorde da carreira com sete touchdowns.

#### Temporada de 2018
Em 22 de abril de 2018, os Raiders exerceram a opção de renovação no quinto ano no contrato de Cooper.
Durante a Semana 4 contra o Cleveland Browns, Cooper capturou oito passes para 128 jardas e um touchdown em uma vitória na prorrogação por 45-42. Duas semanas depois, contra o Seattle Seahawks em Londres, Cooper sofreu uma concussão e ficou inconsciente. Os Raiders acabaram perdendo por 27-3.

### Dallas Cowboys

#### Temporada de 2018
Em 22 de outubro de 2018, Cooper foi trocado para o Dallas Cowboys em troca de uma escolha de primeira rodada (27ª geral, Johnathan Abram) no draft da NFL de 2019.
Em seu primeiro jogo com os Cowboys em 5 de novembro, Cooper liderou a equipe com cinco recepções para 58 jardas e um touchdown, mas os Cowboys perderam para o Tennessee Titans por 28-14. No Dia de Ação de Graças, Cooper teve oito recepções para 180 jardas e dois touchdowns, incluindo uma recepção de touchdown de 90 jardas no terceiro quarto enquanto os Cowboys derrotavam o Washington Redskins por 31-23. Ele foi nomeado o Jogador Ofensivo da Semana da NFC por sua performance. Duas semanas depois, contra o Philadelphia Eagles, ele teve 10 recepções para um recorde da carreira de 217 jardas e três touchdowns. Suas 217 jardas recebidas foram as mais altas por um único jogador em um jogo na temporada de 2018. Por sua performance, Cooper ganhou seu segundo prêmio de Jogador Ofensivo da Semana da NFC. Nessa temporada, ele recebeu sua terceira indicação para o Pro Bowl da carreira.
Os Cowboys terminaram em primeiro lugar na NFC East com um recorde de 10-6 e foram para os playoffs. Na vitória no Wild Card sobre o Seattle Seahawks, Cooper teve sete recepções para 106 jardas. No Divisional Round contra o Los Angeles Rams, ele teve seis recepções para 65 jardas e um touchdown na derrota por 30-22. Em 21 de janeiro de 2019, Cooper foi adicionado ao elenco do Pro Bowl da NFC como substituto por lesão de Michael Thomas do New Orleans Saints. Em 15 jogos pelos Raiders e Cowboys na temporada de 2018, Cooper acumulou 75 recepções, 1.005 jardas e sete recepções para touchdown. Ele foi classificado como o 64º pelos seus colegas no Top 100 Players da NFL de 2019.

#### Temporada de 2019

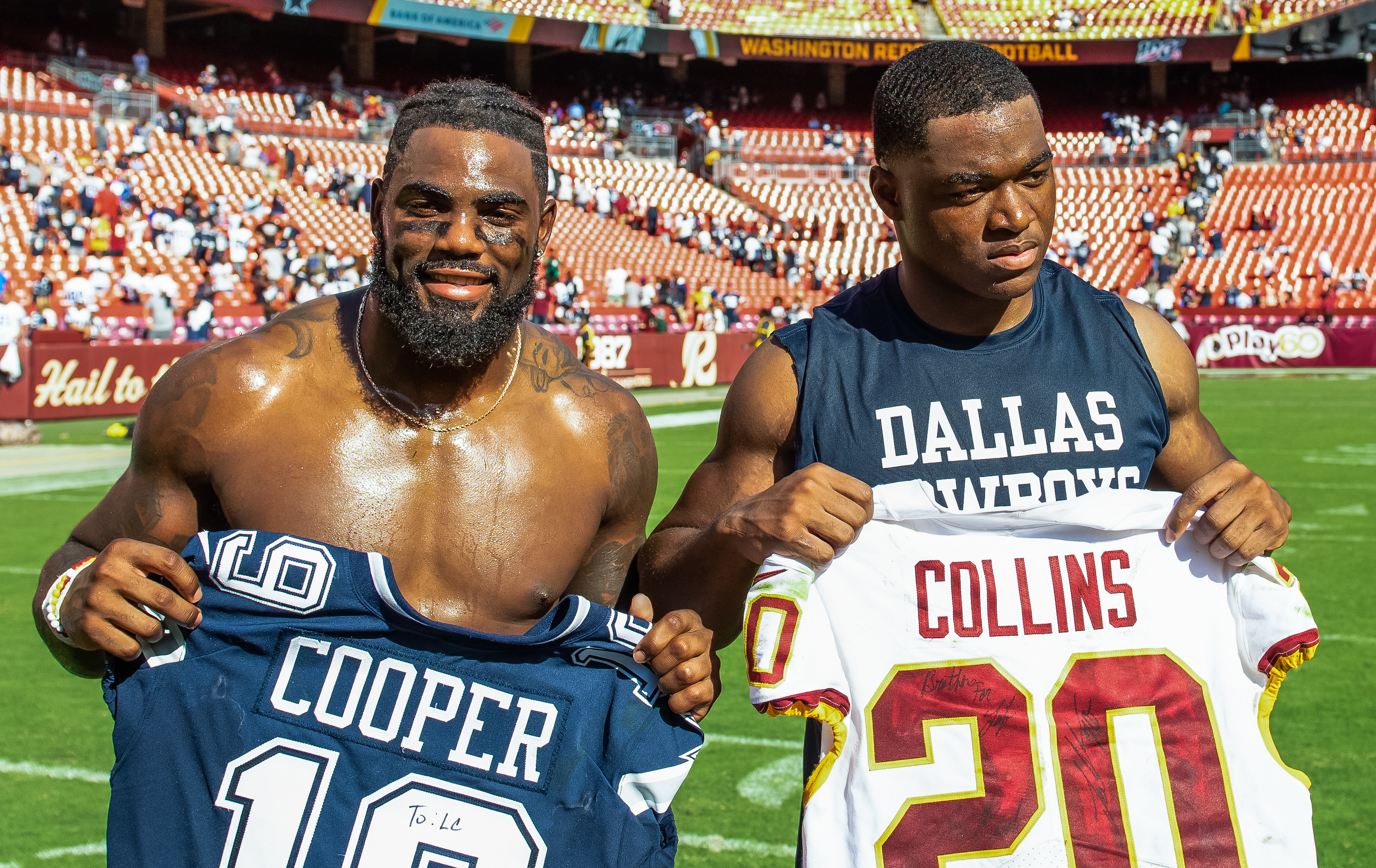
Cooper ao lado de Landon Collins em um jogo contra o Washington Redskins

Em 1º de julho de 2019, Cooper afirmou: "Acho que a mudança de cenário foi realmente necessária, honestamente, não acho que se eu tivesse ficado com os Raiders na última temporada, eu teria sido capaz de prosperar e alcançar alguns patamares que alcancei como jogador dos Cowboys. Então, definitivamente foi necessário."
Durante o jogo de abertura da temporada contra o New York Giants, Cooper pegou seis passes para 106 jardas e um touchdown enquanto os Cowboys venceram por 35-17. Na Semana 5, ele pegou 11 passes para um recorde de carreira de 226 jardas e um touchdown enquanto os Cowboys perdiam para o Green Bay Packers por 34-24. Na Semana 10 contra o Minnesota Vikings, Cooper capturou 11 passes para 147 jardas e um touchdown enquanto os Cowboys perdiam por 28-24. Na Semana 14 contra o Chicago Bears no Thursday Night Football, Cooper pegou seis passes para 83 jardas e um touchdown na derrota fora de casa por 31-24. Durante o jogo, ele alcançou 1.000 jardas recebidas na temporada. Ele foi nomeado para seu quarto Pro Bowl da carreira por sua performance em 2019.
Cooper terminou a temporada de 2019 com 79 recepções para um recorde de carreira de 1.189 jardas e oito touchdowns em 16 jogos. Ele foi classificado como o 49º pelos seus colegas no Top 100 Players da NFL de 2020.

#### Temporada de 2020
Em 17 de março de 2020, Cooper assinou uma extensão de contrato de cinco anos e US$ 100 milhões com os Cowboys, que incluía US$ 60 milhões garantidos, US$ 40 milhões na assinatura e uma designação de US$ 20 milhões por lesão que se tornaria totalmente garantida em 2022. A temporada de 2020 viu Cooper alcançar pelo menos 100 jardas recebidas em quatro jogos. Apesar de ter quatro quarterbacks na temporada devido a lesões, Cooper terminou a temporada de 2020 com um recorde de carreira de 92 recepções para 1.114 jardas e cinco touchdowns em 16 jogos.

#### Temporada de 2021
No jogo de abertura da temporada regular, Cooper registrou 13 recepções para 139 jardas e dois touchdowns em uma derrota fora de casa por 31-29 para o Tampa Bay Buccaneers. Suas 13 recepções estabeleceram um novo recorde para o maior número por um jogador dos Cowboys em um jogo de abertura da temporada. Durante uma vitória fora de casa por 20-16 na Semana 8 sobre os Vikings, Cooper pegou oito passes para 122 jardas e o touchdown da vitória. Cooper perdeu as Semanas 11 e 12 após testar positivo para COVID-19.
Cooper terminou a temporada de 2021 com 68 recepções para 865 jardas e um recorde da carreira de oito touchdowns (empatado pela liderança da equipe) em 15 jogos. No Wild Card contra o San Francisco 49ers, Cooper teve seis recepções para 64 jardas e um touchdown na derrota por 23-17.
Em 14 de janeiro de 2022, Cooper foi multado em US$ 14.650 pela NFL depois de comparecer a um jogo do Dallas Mavericks sem usar máscara facial, uma violação dos protocolos de COVID-19.

### Cleveland Browns

#### Temporada de 2022
Em 16 de março de 2022, Cooper foi trocado para o Cleveland Browns em troca de uma escolha de quinta rodada (#155-Matt Waletzko) e uma escolha da sexta rodada no draft da NFL de 2022.
Na Semana 11 contra o Buffalo Bills, ele teve oito recepções para 113 jardas e dois touchdowns na derrota. Na Semana 17 contra o Washington Commanders, ele teve três recepções para 105 jardas e dois touchdowns na vitória. Ele registrou 1.160 jardas em 78 recepções e teve um recorde de carreira de nove touchdowns.

#### Temporada de 2023

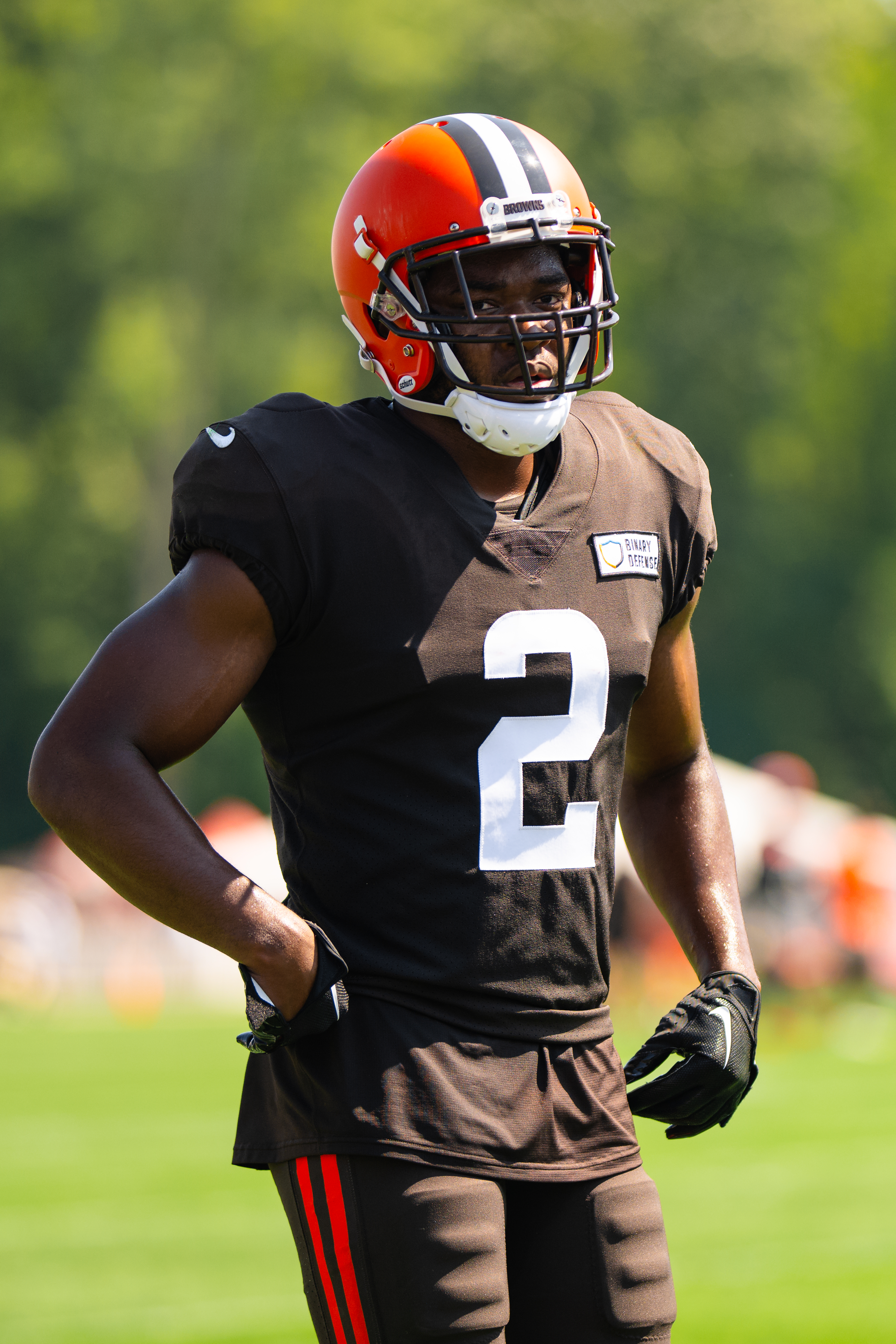
Cooper com os Browns em 2023

Em 24 de dezembro de 2023, Cooper teve um recorde da carreira de 265 jardas recebidas contra o Houston Texans, o que também quebrou o recorde de jogo único dos Browns anteriormente detido por Josh Gordon. Além disso, ele se tornou apenas o segundo jogador na história da NFL a registrar um jogo com 200+ jardas por três diferentes equipes, juntamente com Terrell Owens. Ele foi nomeado o Jogador Ofensivo da Semana da AFC por seu jogo histórico contra os Texans.
Ele terminou a temporada de 2023 com 72 recepções para um recorde da carreira de 1.250 jardas recebidas e cinco touchdowns em 15 jogos, sendo nomeado para o Pro Bowl pela quinta vez. Ele teve cinco jogos com mais de 100 jardas recebidas na temporada. Cooper tornou-se o primeiro wide receiver a registrar temporadas consecutivas de 1.000 jardas para os Browns. Ele foi classificado como o 70º por seus colegas no Top 100 Players da NFL de 2024.

#### Temporada de 2024
Em seis jogos com os Browns, Cooper teve dificuldades para se conectar com o quarterback Deshaun Watson enquanto os Browns começaram a temporada com um recorde de 1–5. Cooper pegou 24 de 53 alvos para 250 jardas e dois touchdowns, ambos conquistados em uma derrota na Semana 3 para o New York Giants.

### Buffalo Bills
Em 15 de outubro de 2024, os Browns trocaram Cooper e uma escolha de sexta rodada de 2025 para o Buffalo Bills em troca de uma escolha de terceira rodada de 2025 e uma escolha de sétima rodada de 2026.
Cooper conseguiu jogar na partida da Semana 7 contra o Tennessee Titans, pegando quatro passes para 66 jardas e um touchdown em sua estreia enquanto os Bills venceram por 34-10. Ele perdeu as Semanas 9 e 10 devido a uma lesão no pulso. Em uma vitória na Semana 13 sobre o San Francisco 49ers, Cooper recebeu um passe do quarterback Josh Allen e passou a bola de volta para Allen para um touchdown, dando a Allen tanto um touchdown como passador quanto como recebedor na mesma jogada. Cooper terminou a temporada de 2024 com 44 recepções para 547 jardas e quatro touchdowns.

## Vida Pessoal
Cooper é um entusiasta do xadrez. Ele foi pela primeira vez cativado pelo jogo quando era aluno do ensino fundamental, e como jogador de futebol americano, ele relaciona as estratégias do xadrez ao seu desempenho no campo. Ele participou do BlitzChamps do Chess.com, um torneio rápido para jogadores da NFL, e ficou em segundo lugar atrás de Chidobe Awuzie.

## Estatísticas da carreira

### NFL

#### Temporada regular
| Ano      | Time     | Jogos | Jogos | Recebendo | Recebendo | Recebendo | Recebendo | Recebendo | Correndo | Correndo | Correndo | Correndo | Correndo | Fumbles | Fumbles |
| Ano      | Time     | J     | JC    | Rec       | Jardas    | Média     | Lng       | TD        | Ten      | Jds      | Média    | Lng      | TD       | Fum     | Perdido |
| -------- | -------- | ----- | ----- | --------- | --------- | --------- | --------- | --------- | -------- | -------- | -------- | -------- | -------- | ------- | ------- |
| 2015     | OAK      | 16    | 15    | 72        | 1,070     | 14.9      | 68T       | 6         | 3        | −3       | −1.0     | 2        | 0        | 1       | 1       |
| 2016     | OAK      | 16    | 14    | 83        | 1,153     | 13.9      | 64T       | 5         | 1        | 0        | 0.0      | 0        | 0        | 2       | 0       |
| 2017     | OAK      | 14    | 12    | 48        | 680       | 14.2      | 87T       | 7         | 1        | 4        | 4.0      | 4        | 0        | 1       | 0       |
| 2018     | OAK      | 6     | 6     | 22        | 280       | 12.7      | 36        | 1         | 1        | 9        | 9.0      | 9        | 0        | 0       | 0       |
| 2018     | DAL      | 9     | 9     | 53        | 725       | 13.7      | 90T       | 6         | 1        | 11       | 11.0     | 11       | 0        | 2       | 2       |
| 2019     | DAL      | 16    | 16    | 79        | 1,189     | 15.1      | 53T       | 8         | 1        | 6        | 6.0      | 6        | 0        | 0       | 0       |
| 2020     | DAL      | 16    | 15    | 92        | 1,114     | 12.1      | 69        | 5         | 6        | 14       | 2.3      | 10       | 0        | 0       | 0       |
| 2021     | DAL      | 15    | 14    | 68        | 865       | 12.7      | 41        | 8         | 0        | 0        | 0.0      | 0        | 0        | 1       | 0       |
| 2022     | CLE      | 17    | 17    | 78        | 1,160     | 14.9      | 55        | 9         | 0        | 0        | 0.0      | 0        | 0        | 0       | 0       |
| 2023     | CLE      | 15    | 15    | 72        | 1,250     | 17.4      | 75T       | 5         | 0        | 0        | 0.0      | 0        | 0        | 2       | 1       |
| 2024     | CLE      | 6     | 6     | 24        | 250       | 10.4      | 24        | 2         | 0        | 0        | 0.0      | 0        | 0        | 0       | 0       |
| 2024     | BUF      | 8     | 4     | 20        | 297       | 14.9      | 30        | 2         | 0        | 0        | 0.0      | 0        | 0        | 0       | 0       |
| Carreira | Carreira | 154   | 143   | 711       | 10,033    | 14.1      | 90T       | 64        | 14       | 41       | 2.9      | 11       | 0        | 9       | 4       |

#### Playoffs
| Ano    | Time   | Jogos | Jogos | Recebendo | Recebendo | Recebendo | Recebendo | Recebendo | Fumbles | Fumbles |
| Ano    | Time   | J     | JC    | Rec       | Jds       | Média     | Lng       | TD        | Fum     | Perdido |
| ------ | ------ | ----- | ----- | --------- | --------- | --------- | --------- | --------- | ------- | ------- |
| 2016   | OAK    | 1     | 1     | 2         | 10        | 5.0       | 9         | 0         | 0       | 0       |
| 2018   | DAL    | 2     | 2     | 13        | 171       | 13.2      | 34        | 1         | 1       | 0       |
| 2021   | DAL    | 1     | 1     | 6         | 64        | 10.7      | 20T       | 1         | 1       | 0       |
| 2023   | CLE    | 1     | 1     | 4         | 59        | 14.8      | 19        | 0         | 0       | 0       |
| Career | Career | 5     | 5     | 25        | 304       | 12.2      | 34        | 2         | 1       | 0       |

### Universitário
| Temporada | Time    | J  | Recebendo | Recebendo | Recebendo | Recebendo | Recebendo | Recebendo | Recebendo   |
| Temporada | Time    | J  | Rec       | Jds       | Média     | Lng       | TD        | 100+      | Jardas/Jogo |
| --------- | ------- | -- | --------- | --------- | --------- | --------- | --------- | --------- | ----------- |
| 2012      | Alabama | 14 | 59        | 1,000     | 16.9      | 54        | 11        | 5         | 71.4        |
| 2013      | Alabama | 12 | 45        | 736       | 16.4      | 99        | 4         | 2         | 61.3        |
| 2014      | Alabama | 14 | 124       | 1,727     | 13.9      | 80        | 16        | 7         | 123.4       |
| Total     | Total   | 40 | 228       | 3,463     | 15.2      | 99        | 31        | 14        | 86.6        |

### Recordes

#### Raiders
- Primeiro novato a registrar 1.000 jardas recebidas
- Mais jardas recebidas em uma temporada por um novato: 1.070

#### Browns
- Mais jardas recebidas em um jogo: 265 (Semana 16, 2023)

## Premiações
| Ano       | Trabalho nomeado              | Prêmio |
| --------- | ----------------------------- | ------ |
| 2012      | "NCAA"                        | Venceu |
| 2012–2014 | "SEC Championship Game"       | Venceu |
| 2014      | Prêmio Fred Biletnikoff Award | Venceu |
| 2014      | "All-America"                 | Venceu |